# Maloje Issakowo
Maloje Issakowo (russisch Малое Исаково, bis 1997 Malo-Issakowo, deutsch Krug Lauth) ist ein Ort in der russischen Oblast Kaliningrad und gehört zur kommunalen Verwaltungseinheit Munizipalkreis Gurjewsk im Rajon Gurjewsk.
Maloje Issakowo liegt sieben Kilometer östlich des Stadtzentrums von Kaliningrad (Königsberg) und grenzt im Südwesten an den Leningrader Rajon von Kaliningrad (Gelände des früheren Flughafen Devau), im Süden an Bolschoje Issakowo (Lauth) und im Norden an Wassilkowo (Neudamm). Die Nordwestgrenze wird von der Kaliningrader Ausfallstraße nach Gurjewsk (Neuhausen) gebildet, die Ostgrenze von der östlichen Umfahrungsstraße Kaliningrads. Durch den Ort zieht sich ein Industrie-Anschlussgleis vom Hafen an der Pregel (russisch: Pregolja).

## Geschichte
Krug Lauth war mit Moosbude ein Teil von Liep (russisch: Oktjabrskoje), das bis 1927 ein Amtsdorf im Landkreis Königsberg (Preußen) im  Regierungsbezirk Königsberg der preußischen Provinz Ostpreußen war, bevor es in die Stadt Königsberg (Preußen) eingemeindet wurde.
Nach 1945 kam Krug Lauth zur Sowjetunion. Der Ort wurde 1947 in Malo-Issakowo umbenannt und gleichzeitig in den Dorfsowjet Saosjorski selski Sowet im Rajon Gurjewsk eingeordnet. Im Jahr 1954 gelangte der Ort in den Dorfsowjet Bolscheissakowski selski Sowet. Im Jahr 1997 wurde der Ort in Maloje Issakowo umbenannt. Von 2008 bis 2013 gehörte Maloje Issakowo zur Landgemeinde Bolscheissakowskoje selskoje posselenije, dann bis 2021 zum Stadtkreis Gurjewsk und seither zum Munizipalkreis Gurjewsk.

### Einwohnerentwicklung
| Jahr | Einwohner |
| ---- | --------- |
| 2002 | 1.697     |
| 2010 | 2.543     |
| 2021 | 5.467     |